# 155 (szám)
A 155 (százötvenöt) a 154 és 156 között található természetes szám.
A 155 legkisebb és legnagyobb prím osztója (5 és 31) közötti prímszámok összege szintén 155:
{\displaystyle 5+7+11+13+17+19+23+29+31=155}
Félprím. Tizenhétszögszám. Középpontos dodekaéderszám.
155 a snooker nevű biliárdjátékban az egy ütéssorozat (break) során elméletileg elérhető maximális pontszám. Eléréséhez az kell, hogy az ellenfél olyan hibát kövessen el, még a legelső golyó lyukba juttatása előtt, amiért a játékos „free ball”-t, szabad ütést kap, abból nyolc pontot szerez (az általa tetszés szerint kiválasztott színes golyó, majd a fekete golyó elrakásával), majd sorra úgy rakja el a 15 piros golyót, hogy azok után is végig a feketét üti be valamelyik lyukba, végül mind elrakja a színes golyókat is az előírt sorrendben.